# Tecumseh (Nebraska)
Tecumseh é uma cidade localizada no estado americano de Nebraska, no Condado de Johnson.

## Demografia
Segundo o censo americano de 2000, a sua população era de 1716 habitantes.
Em 2006, foi estimada uma população de 2011, um aumento de 295 (17.2%).

## Geografia
De acordo com o United States Census Bureau, a localidade tem uma área de 3,8 km², sem área coberta por água. Tecumseh localiza-se a aproximadamente 346 m acima do nível do mar.

## Localidades na vizinhança
O diagrama seguinte representa as localidades num raio de 20 km ao redor de Tecumseh.